# Stanisław Głowacz
Stanisław Głowacz (ur. 1961, zm. 21 marca 2025) – polski wokalista, poeta i tekściarz.

## Życiorys
W latach 80. XX wieku był dyrektorem Miejskiego Ośrodka Kultury w Suchej Beskidzkiej. W tym okresie był członkiem zespołu Ars Amandi, a także współpracował z zespołem Salvator, z którym dokonał pierwszych nagrań studyjnych w Polskim Radiu Katowice.
Na początku lat 90. XX wieku wyjechał do Wiednia, gdzie wydał album The Rosary of Small Wishes, który ukazał się nakładem wytwórni Razuton-Music.
W 2016 nawiązał współpracę z Mieczysławem Jureckim i był autorem tekstów na trzy jego albumy: Słoneczne popołudnie (2018), Zanim czas odjedzie (2020) oraz Telefon zaufania (2021). Wspólnie z Jureckim napisali również spektakl pt. „Homo Sapiens”  dla Teatru Pantomimy Laboratorium.
Piosenki do jego tekstów wykonywali także tacy artyści, jak Felicjan Andrzejczak, Martyna Jakubowicz, Krzysztof Krawczyk, Grzegorz Kupczyk, Krystyna Prońko, Grzegorz Stępień czy zespoły, jak Gang Marcela, Magma, 2 People czy Wieko.
W 2023 roku Stowarzyszenie Gmin Babiogórskich, wyróżniło go Laurem Babiogórskim.

## Dyskografia
- „Różaniec małych pragnień” (Fraza-Records; 1999)[2]
- „Słoneczne popołudnie” (MTJ Wytwórnia Muzyczna; 2018)[4]
- „Szafa. Akustycznie” (BNB Records; 2024)[5]